# Verkering
Verkering is de geregelde omgang van twee (dikwijls jonge) geliefden. Tevens slaat het woord op de persoon met wie verkering is verkregen. Etymologisch is het afkomstig van het woord "verkeren", dat onder andere betekent: "omgaan met". Verkering hebben wordt ook wel "omgang tussen geliefden" genoemd en werd in bijvoorbeeld de 18e eeuw ook wel gezien als de opstap tot een verloving. In België spreekt men wel van "kennis hebben (aan)".
De term verkering wordt vooral gebruikt voor en door jongvolwassenen en kinderen en betekent zo veel als het hebben van een romantische relatie. In de prepuberteit is verkering soms een eerste stap in relatievorming. In de leeftijdsfase tot 15 jaar komt verkering vaker voor, maar doorgaans nog zonder intimiteit.